# Unai Iribar
Unai Iribar Jauregi,, né le 12 juin 1999 à Ibarra, est un coureur cycliste espagnol.

## Biographie
En 2015, Unai Iribar se classe championnat d'Espagne du contre-la-montre cadets (moins de 17 ans). L'année suivante, il devient champion d'Espagne de poursuite par équipes chez les juniors (moins de 19 ans). Il s'impose ensuite à dix-sept reprises en 2017, notamment au championnat du Guipuscoa juniors sur route. Sur piste, il remporte deux nouveaux titres nationaux (poursuite par équipes, course à l'américaine) ainsi qu'une médaille de bronze aux championnats d'Europe de course à l'élimination juniors. 
En 2018, il rejoint le club basque Ampo-Goierriko TB. Pour ses débuts espoirs (moins de 23 ans), il gagne deux courses sur route. De 2019 à 2021, il évolue chez Laboral Kutxa, réserve de l'équipe professionnelle Euskaltel-Euskadi. Décrit comme un coureur relativement complet, il s'illustre en obtenant de nombreuses victoires et places d'honneur, principalement dans le calendrier basque. 
Il rejoint finalement la formation Euskaltel-Euskadi en 2022. Pour ses débuts professionnels, il obtient son meilleur résultat au printemps avec une quinzième place sur le Tour des Asturies. Il participe également à une échappée sur le Tour des Alpes.

## Palmarès sur route

### Par année
- 2015
  - 3e du championnat d'Espagne du contre-la-montre cadets
- 2017
  - Champion du Guipuscoa sur route juniors
  - Gipuzkoa Klasika
- 2018
  - Lazkaoko Proba
  - Prueba Alsasua
  - 2e du Trophée Eusebio Vélez
- 2019
  - Loinatz Proba
  - Zaldibia Sari Nagusia
  - 2e du Mémorial Cirilo Zunzarren
  - 2e du Mémorial José María Anza
  - 3e du Trophée Eusebio Vélez
  - 3e du Torneo Euskaldun
  - 3e du Torneo Lehendakari
- 2020
  - Vainqueur du Torneo Lehendakari
  - San Juan Sari Nagusia
  - 2e de la Goierriko Itzulia
  - 2e du San Gregorio Saria
  - 2e du Torneo Euskaldun
  - 3e de l'Ereñoko Udala Sari Nagusia
  - 3e de l'Oñati Proba
- 2021
  - Trophée Eusebio Vélez
  - Santikutz Klasika
  - Oñati Proba
  - Ereñoko Udala Sari Nagusia
  - 2e de la Lazkaoko Proba
  - 2e du Tour de Cantabrie
  - 3e de l'Antzuola Saria
  - 3e du Dorletako Ama Saria
  - 3e du Torneo Helduz
  - 3e du championnat d'Espagne sur route espoirs
- 2024
  - 3e du Tour de Langkawi

### Résultats sur les grands tours

#### Tour d'Espagne
1 participation
- 2024 : 83e

### Classements mondiaux
| Année                                 | 2021  | 2022  | 2023  | 2024 |
| ------------------------------------- | ----- | ----- | ----- | ---- |
| Classement mondial                    | 1390e | 1970e | 1167e | 444e |
| UCI Europe Tour                       | 989e  | 1262e | nc    | nc   |
|                                       |       |       |       |      |
| Légende : nc = non classéSource : UCI |       |       |       |      |

## Palmarès sur piste

### Championnats d'Europe
| Édition / Épreuve     | Course à l'élimination |
| Anadia 2017 (juniors) | Bronze                 |

### Championnats nationaux
- 2015
  - 3e du championnat d'Espagne de course aux points cadets
- 2016
  -  Champion d'Espagne de poursuite par équipes juniors (avec Xabier Mikel Azparren, Luis María Garikano et Imanol Isasa)
- 2017
  -  Champion d'Espagne de poursuite par équipes juniors (avec Jon Arakama, Xabier Mikel Azparren et Imanol Isasa)
  -  Champion d'Espagne de l'américaine juniors (avec Xabier Mikel Azparren)
  - 2e du championnat d'Espagne de poursuite juniors
  - 3e du championnat d'Espagne de vitesse par équipes juniors
- 2018
  -  Champion d'Espagne de course aux points espoirs
  -  Champion d'Espagne de l'omnium espoirs
  - 2e du championnat d'Espagne de poursuite par équipes
  - 3e du championnat d'Espagne de l'américaine